# Альбунея

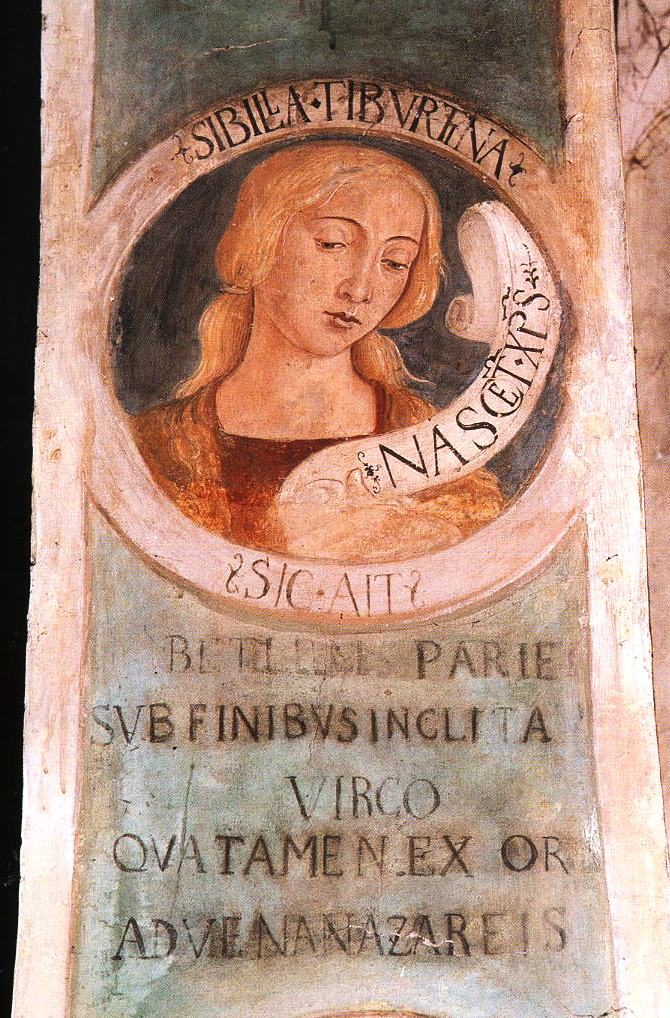
Syvila Tiburtina. Фреска в церкві Святого Джованні-Євангеліста

Альбуне́я (лат. Albunea) — німфа однойменного джерела, славнозвісна віщунка, одна із сивіл.